# Stefan Dech

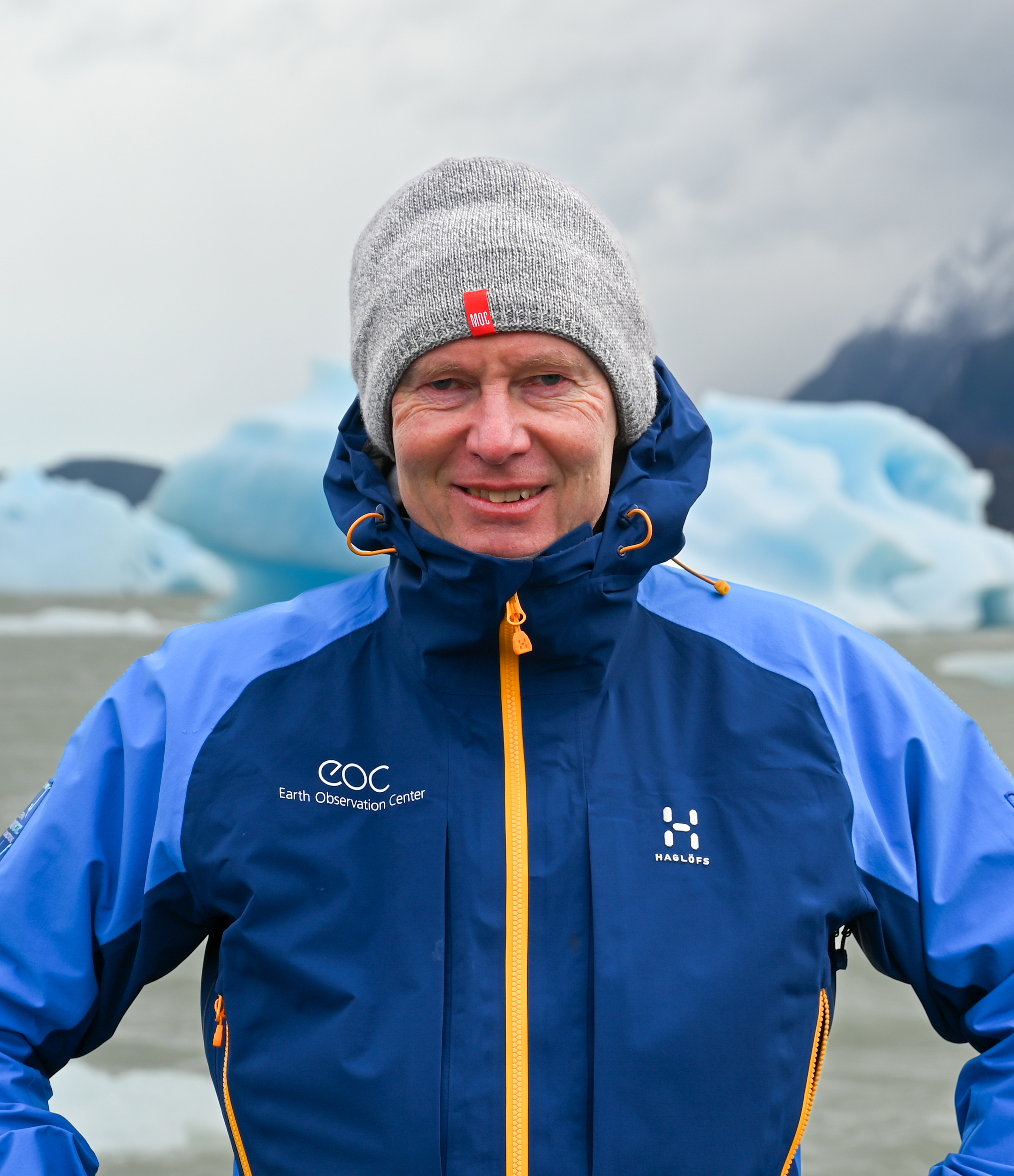
Stefan Dech, 2019

Stefan Werner Dech (* 1960 in Rockenhausen) ist ein deutscher Geograph, Universitätsprofessor für Fernerkundung und seit 1998 Direktor des Deutschen Fernerkundungsdatenzentrums (DFD) des DLR.

## Werdegang
Stefan Dech absolvierte 1980 sein Abitur in Annweiler am Trifels. 1987 beendete er sein Geographiestudium an der Julius-Maximilians-Universität Würzburg mit dem Diplom. Es folgte ein zweijähriges Promotionsstudium an der Deutschen Forschungs- und Versuchsanstalt für Luft- und Raumfahrt (DFVLR, heute Deutsches Zentrum für Luft- und Raumfahrt, DLR) und 1990 die Promotion zum Dr. rer. nat. an der Universität Würzburg. Ab 1989 war Dech zunächst wissenschaftlicher Angestellter und gründete die Arbeitsgruppe „Value Adding und Visualisierung“ im Deutschen Fernerkundungsdatenzentrum (DFD). Im Jahr 1996 übernahm er im DFD die Leitung der Abteilung „Fernerkundungsanwendung“. 1997 habilitierte er sich an der Universität Würzburg und erhielt die Venia Legendi für das Fach Geographie mit einer Schrift zur „Methodik operativer Verfahren der Satellitenfernerkundung zur Ableitung geophysikalischer Parameter“. Bereits seit 1992 war Dech als Lehrbeauftragter an den Universitäten Eichstätt, Würzburg und der LMU in München tätig. Seit dieser Zeit betreute er auch Diplomarbeiten als Gutachter und Doktorarbeiten als Mentor an den Universitäten Mainz, Eichstätt, Marburg und Würzburg.
Im Jahr 1998 wurde Dech zusammen mit Richard Bamler zum Co-Direktor des DFD ernannt und war parallel als Privatdozent am Institut für Geographie seiner Alma Mater tätig. 2001 wurde er dort zum ordentlichen Professor für Fernerkundung und Inhaber des gleichnamigen, neu geschaffenen Lehrstuhls für Fernerkundung berufen. Seitdem ist er alleiniger Direktor des DFD. Von 2000 bis 2002 übernahm er parallel zur Leitung des DFD zusammen mit Richard Bamler die kommissarische Leitung des im Jahr 2000 neu gegründeten DLR-Instituts für Methodik der Fernerkundung bis zur Berufung Bamlers zum Direktor. Beide Institute bilden seitdem auf Initiative von Dech und Bamler das „Earth Observation Center“ (EOC) des DLR.
2003 erhielt Dech das Otto-Lilienthal-Forschungssemester der Freundesgesellschaft des DLR und verbrachte im Folgejahr einen mehrmonatigen Forschungsaufenthalt an der Scripps Institution of Oceanography in La Jolla, der University of California, San Diego.

## Forschungsgebiete und Wirken
Stefan Dech beschäftigt sich mit Grundlagen, Methoden, Verfahren und Systemen der Fernerkundung und insbesondere der Erforschung des globalen Wandels mit Methoden der Fernerkundung. Ein erster Arbeitsschwerpunkt lag auf der operationellen Erstellung und Zeitreihen geophysikalischer Variablen und fernerkundlicher Indizes mit räumlich mittelauflösenden Sensoren (v. a. AVHRR und MODIS) für klimageographische und ökologische Fragestellungen, später auch unter Nutzung von SAR-Daten der deutschen Satelliten TerraSAR-X und TanDEM-X für Forschungsfragen der globalen Urbanisierung.
Nach der Tsunami-Katastrophe im Jahr 2004 war er bis 2011 als Projektleiter für die Entwicklung des Entscheidungsunterstützungssystems im deutsch-indonesischen BMBF-Verbundprojekt GITEWS verantwortlich. Aus dieser Tätigkeit heraus initiierte er auch im DFD weiterführende Entwicklungen zur Nutzung der Fernerkundung bei der Bewältigung von Naturkatastrophen u. a. im Kontext der Aufgaben des ZKI-Services sowie der Entwicklung von Geoinformationstechnologien.
Parallel zum Wirken im DFD konzentriert sich Dech mit dem Lehrstuhl für Fernerkundung an der Universität Würzburg auf regionale Fragestellungen und terrestrischer Ökosysteme mit Schwerpunkten in Afrika, Zentralasien und Deutschland. Ein Schwerpunkt liegt auf der synergistischen Analyse von Variablen der Fernerkundung mit Bewegungs- und Verhaltensmustern von Tieren, die u. a. zusammen mit dem Max-Planck-Institut für Verhaltensbiologie durchgeführt werden. Auf Initiative des Lehrstuhls für Fernerkundung wurde 2016 der internationale Masterstudiengang „Applied Earth Observation and Geoanalysis of the Living Environment“ (EAGLE) an der Universität Würzburg etabliert.
Eine verständliche und plakative Vermittlung komplexer wissenschaftlicher Ergebnisse der Fernerkundung und geographischen Forschung in eine breite Öffentlichkeit ist ein besonderes Anliegen von Dech. So griff er bereits als Arbeitsgruppenleiter des DFD die Bedeutung von Verfahren und Techniken zur Geovisualisierung von Zeitreihen und Ergebnissen der Fernerkundung bei der Dokumentation einer sich schnell verändernden Erde für die öffentliche Wahrnehmung auf. Hohe Sichtbarkeit erzielten u. a. vier, teils in mehreren Sprachen aufgelegte, Buchprojekte, die zwischen 2001 und 2016 realisiert wurden: Kunstwerk Erde, Berge aus dem All, Globaler Wandel und Mountains – Die vierte Dimension (M4). Berge aus dem All und Mountains – M4 entstanden in enger Zusammenarbeit mit Reinhold Messner. Ebenso erreichten Ausstellungen in Zusammenarbeit mit dem Gasometer Oberhausen die Öffentlichkeit. Zusammen mit der Geschäftsführerin des Gasometers, Jeanette Schmitz, war Dech u. a. für die Gesamtleitung der Ausstellung „Der Berg ruft“ (2018–2019) verantwortlich.

## Publikationen (Auswahl)
Dech ist Mitherausgeber mehrerer einschlägiger Fachbücher u. a. zu Themen der Fernerkundung, globalen Urbanisierung, Analyse von Zeitreihen und spezieller Raum-zeitlicher Datenanalysen.

### Monographien
- 1987: Erfassung der Landnutzungsstrukturen nordwestlich Würzburg anhand digitaler, multispektraler Landsat-Thematic-Mapperdaten (= DLR-Forschungsbericht 87-37). Diplomarbeit.
- 1990: Monitoring des Meereises in der Ostgrönlandsee im Mai 1988 mit Methoden der Fernerkundung unter besonderer Berücksichtigung der rechnergestützten Extraktion der Meereisbewegungen aus NOAA-AVHRR-Satellitendaten (= DLR-Forschungsbericht 90-36). Dissertation.
- 1997: Anwendung der Satellitenfernerkundung – Von der geowissenschaftlichen Forschung zum operationellen Einsatz (= DLR-Forschungsbericht 97-52). Habilitationsschrift.

### Journal-Publikationen
- 2018: zusammen mit Celia A. Baumhoer, Andreas J. Dietz, Claudia Künzer: Remote sensing of antarctic glacier and ice-shelf front dynamics – A review. In: Remote Sensing 10 (9), S. 1445 (englisch).
- 2014: zusammen mit Claudia Künzer, Marco Ottinger, Martin Wegmann, Huadong Guo, Changlin Wang, Jianzhong Zhang, Martin Wikelski: Earth observation satellite sensors for biodiversity monitoring: potentials and bottlenecks. In: International Journal of Remote Sensing 35 (18), S. 6599–6647 (englisch).
- 2013: zusammen mit Thomas Esch, Mattia Marconcini, Andreas Felbier, Achim Roth, Wieke Heldens, Martin Huber, Max Schwinger, Hannes Taubenböck, Andreas Müller: Urban footprint processor – Fully automated processing chain generating settlement masks from global data of the TanDEM-X mission. In: IEEE Geoscience and Remote Sensing Letters 10 (6), S. 1617–1621 (englisch).
- 2013: zusammen mit Claudia Künzer, Huadong Guo, Juliane Huth, Patrick Leinenkugel, Xinwu Li: Flood mapping and flood dynamics of the Mekong Delta: ENVISAT-ASAR-WSM based time series analyses. In: Remote Sensing 5 (2), S. 687–715 (englisch).
- 2012: zusammen mit Hannes Taubenböck, Thomas Esch, Andreas Felbier, Michael Wiesner, Achim Roth: Monitoring urbanization in mega cities from space. In: Remote sensing of Environment 117, S. 162–176 (englisch).
- 2007: zusammen mit Christopher Conrad, Mohsin Hafeez, John Lamers, Christopher Martius, Günter Strunz: Mapping and assessing water use in a Central Asian irrigation system by utilizing MODIS remote sensing products. In: Irrigation and Drainage Systems 21 (3–4), S. 197–218 (englisch).

### Populärwissenschaftliche Bücher
- 2001: zusammen mit R. Meisner: Kunstwerk Erde – Satellitenbilder aus dem All. Verlag Frederking und Thaler in Kooperation mit dem Deutschen Zentrum für Luft- und Raumfahrt, München, ISBN 978-3-89405-451-9.
- 2005: zusammen mit R. Messner, R. Glaser, R.-P. Märtin: Berge aus dem All. Verlag Frederking und Thaler/GEO in Kooperation mit dem Deutschen Zentrum für Luft- und Raumfahrt, München.
- 2008: zusammen mit R. Glaser, R. Meisner: Globaler Wandel: Die Erde aus dem All. Verlag Frederking & Thaler/Geo in Kooperation mit dem Deutschen Zentrum für Luft- und Raumfahrt, München.
- 2016: zusammen mit R. Messner, N. Sparwasser: Mountains – Die vierte Dimension. Malik-Verlag, in Kooperation mit dem Deutschen Zentrum für Luft- und Raumfahrt, München.

### Fachbücher
- 2020: zusammen mit M. Wegmann, J. Schwalb-Willmann: An Introduction to Spatial Data Analysis. Pelagic (englisch).
- 2017: zusammen mit C. Künzer, P. Leinenkugel: Remote Sensing the Mekong. Routledge (englisch).
- 2016: zusammen mit M. Wegmann, B. Leutner, UK. Exeter: Remote Sensing and GIS for Ecologists: Using Open Source Software. Pelagic (englisch).
- 2015: zusammen mit H. Taubenböck, M. Wurm, Th. Esch: Globale Urbanisierung, Perspektive aus dem All. Springer, ISBN 978-3-662-44841-0.
- 2015: zusammen mit C. Künzer, W. Wagner: Remote Sensing Time Series revealing Land Surface Dynamics. Remote Sensing and Digital Image Processing. Springer, ISBN 978-3-319-15966-9.
- 2013: zusammen mit C. Künzer: Thermal Infrared Remote Sensing: Sensors, Methods, Applications. Remote Sensing and Digital Image Processing. Springer (englisch).
- 2010: zusammen mit H. Taubenböck: Fernerkundung des urbanen Raums. Wissenschaftliche Buchgesellschaft (WBG).